# 파시온
《파시온》(스페인어: Pasión)은 2007년 방영된 멕시코의 텔레노벨라이다.